# Plaza del Ayuntamiento (Alicante)
La plaza del Ayuntamiento es una plaza ubicada en el barrio de Santa Cruz de Alicante (España).

## Descripción
La plaza del Ayuntamiento es un espacio público situado en el centro histórico de Alicante. Tradicionalmente considerada la plaza mayor de la ciudad, no tanto por su tamaño sino por su función institucional, está ubicada frente al edificio del ayuntamiento.
Antiguamente conocida como Plaza del Mar, acogió el primer paseo pavimentado de la ciudad, denominado El Enlosado. A lo largo de su historia, ha recibido distintas denominaciones: Plaza de Alfonso XII tras la restauración borbónica, Plaza de la República durante la Segunda República, Plaza del 18 de Julio en el franquismo, y finalmente, recuperó el nombre de Plaza del Ayuntamiento en 1979 tras la llegada de la democracia.
La plaza actual fue construida entre los siglos XVII y XVIII sobre un espacio de menores dimensiones que ya contaba con arcos desiguales conocidos como Els Porxis. Conserva su planta regular y su diseño porticado, característico del estilo castellano, a pesar de las bajas precipitaciones de Alicante en comparación con otras ciudades de España.
Entre los edificios que la delimitan destaca el Ayuntamiento de Alicante, obra barroca diseñada por Lorenzo Chápuli. Desde la plaza se accede también a La Ciudad Descubierta, una exposición arqueológica subterránea que muestra restos urbanos desde la Edad Media hasta la época contemporánea.
En el interior del Ayuntamiento se encuentra la cota cero, el punto de referencia oficial para las mediciones de altitud en España.
La plaza del Ayuntamiento es un espacio de uso cívico donde se celebran actos oficiales, festividades como las Hogueras de San Juan, y actividades públicas como el mercadillo de antigüedades que se organiza los domingos. Su ubicación facilita el acceso a las principales zonas comerciales y culturales del centro de Alicante.